# 勞雷爾希爾 (北卡羅萊納州林肯縣)
勞雷爾希爾（英語：Laurel Hill）是位於美國北卡羅萊納州林肯縣的非建制地區。

## 地理
勞雷爾希爾所處的海拔為高於海平面384米（即1260英呎），而該地所採用的時區為UTC-5，即北美东部时区（EST）。同時該地設有夏令時間，為UTC-5調快一小時，即UTC-4（EDT）。